# Cantonul Gannat
Cantonul Gannat este un canton din arondismentul Vichy, departamentul Allier, regiunea Auvergne, Franța.

## Comune
- Bègues
- Biozat
- Charmes
- Gannat (reședință)
- Jenzat
- Le Mayet-d'École
- Mazerier
- Monteignet-sur-l'Andelot
- Poëzat
- Saint-Bonnet-de-Rochefort
- Saint-Priest-d'Andelot
- Saulzet